# Изелин, Исаак
Исаак Изелин (Isaak Iselin; 7 марта 1728, Базель — 15 июля 1782) — швейцарский философ, мыслитель и публицист, работавший в период эпохи Просвещения. Специализировался на философии истории.

## Биография
Исаак Изелин родился в семье шелкоторговца. С 1742 года изучал философию в Базельском университете и получил степень магистра искусств, после начал изучать в том же учебном заведении юриспруденцию. В 1747 году перешёл на юридический факультет Гёттингенского университета. В 1751 году получил степень доктора права в Базеле. После завершения образования Изелин не смог получить должность преподавателя в университете, поэтому занялся издательской деятельностью и написанием работ по философии. В 1755 году было опубликовано его первое сочинение «Philosophischen und patriotischen Träume eines Menschenfreundes». В 1756 году получил должность члена городского большого совета Базеля, в 1756 году стал его секретарём и занимал этот пост до конца жизни. Был инициатором проведения ряда общественных и школьных реформ, однако большинство этих попыток закончилось неудачей из-за противодействия консерваторов — членов совета. В период государственной службы активно занимался написанием публицистических социально-политических работ. В 1761 году стал одним из основателей Гельветического общества, с 1764 года был его председателем; в 1777 году был в числе основателей Общества поощрения добра и благотворительности. С 1776 по 1778 и с 1780 по 1782 год был редактором издания «Ephemeriden der Menschheit». Был женат, в браке имел девять детей.
По своему мировоззрению примыкал к французской литературе Просвещения. В своем главном труде, «Ueber die Geschichte der Menschheit» (2 тома, Цюрих, 1768; 6-е издание — 1791), первоначально вышедшем анонимно под заглавием: «Philosophische Mutmassungen über die Geschichte der Menschheit» (2 тома, Франкфурт, 1764), Изелин, будучи последовательным противником идей Руссо, который золотой век человечества относил к прошедшему, утверждал, что умственное и социальное развитие человечества неразрывно связано с нравственным его усовершенствованием и в то же время заключает в себе условия для всеобщего материального благополучия. Другие труды: «Vermischte Schriften» (2 тома, Цюрих, 1770); «Philosophische und Patriotische Träume eines Menschenfreundes» (Цюрих, 1759; 2-е издание — 1767); «Ephemeriden der Menschheit» (тома I — VIII, Базель, 1776—1779, тома IX — X, Лейпциг, 1780—82; ежемесячное издание, предпринятое по образцу «Ephémérides du citoyen» 1767 и последующих годов, а после смерти Изелина издано Беккером в Дрездене до 1786 года); «Pädagogische Schriften» (издание Гёринга, Лангензальца, 1882).
В 1875 году в Базеле вышла в свет биография Изелина, составленная Иоганном фон Мясковски.